# Лесьна (місто)
Лесьна (пол. Leśna, нім. Markllissa) — місто в південно-західній Польщі, на річці Квіса.
Належить до Любанського повіту Нижньосілезького воєводства.

## Історія

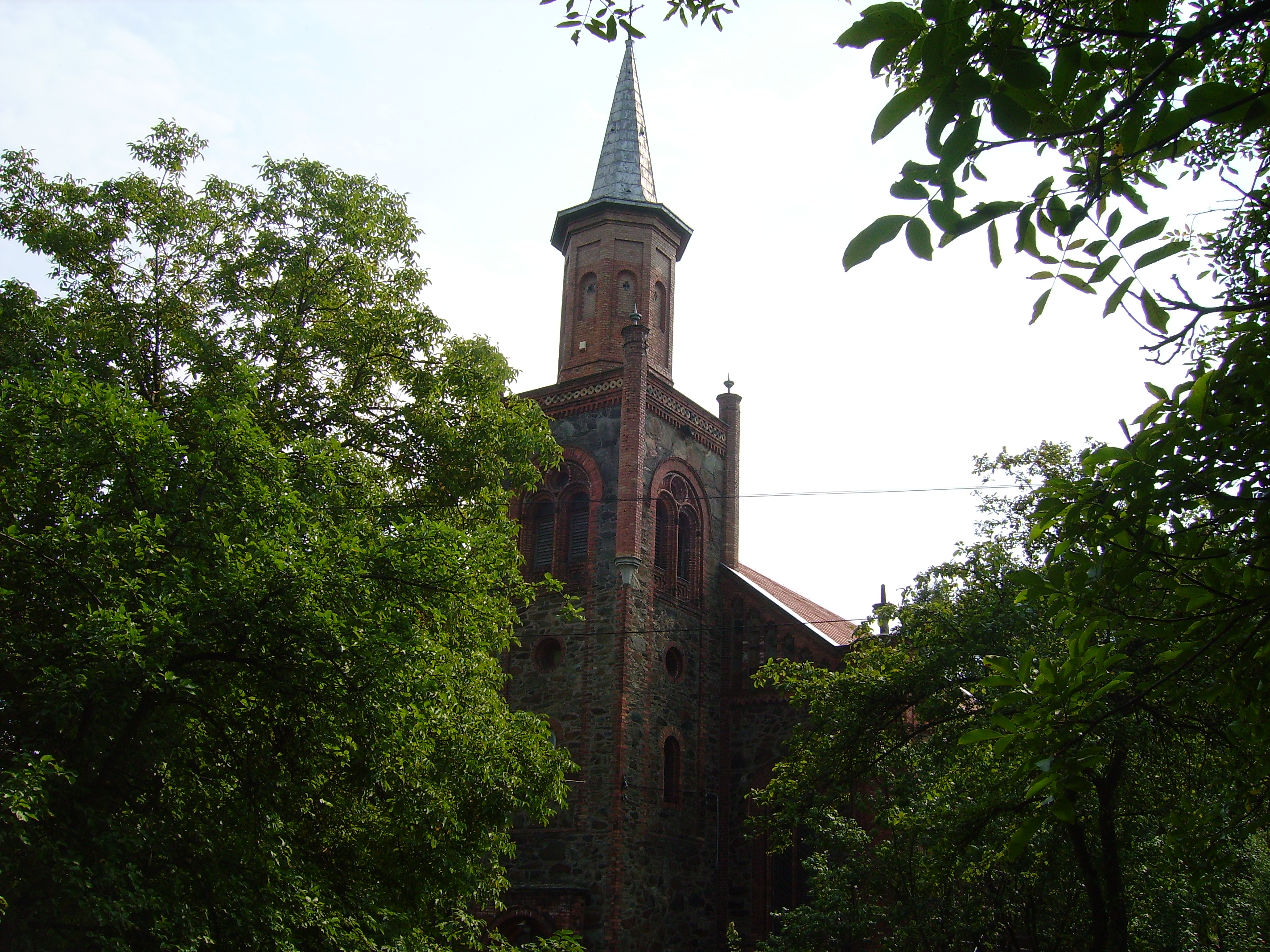
Костел святого Яна Хрестителя (Іоана Хрестителя - Jana Chrzciciela)

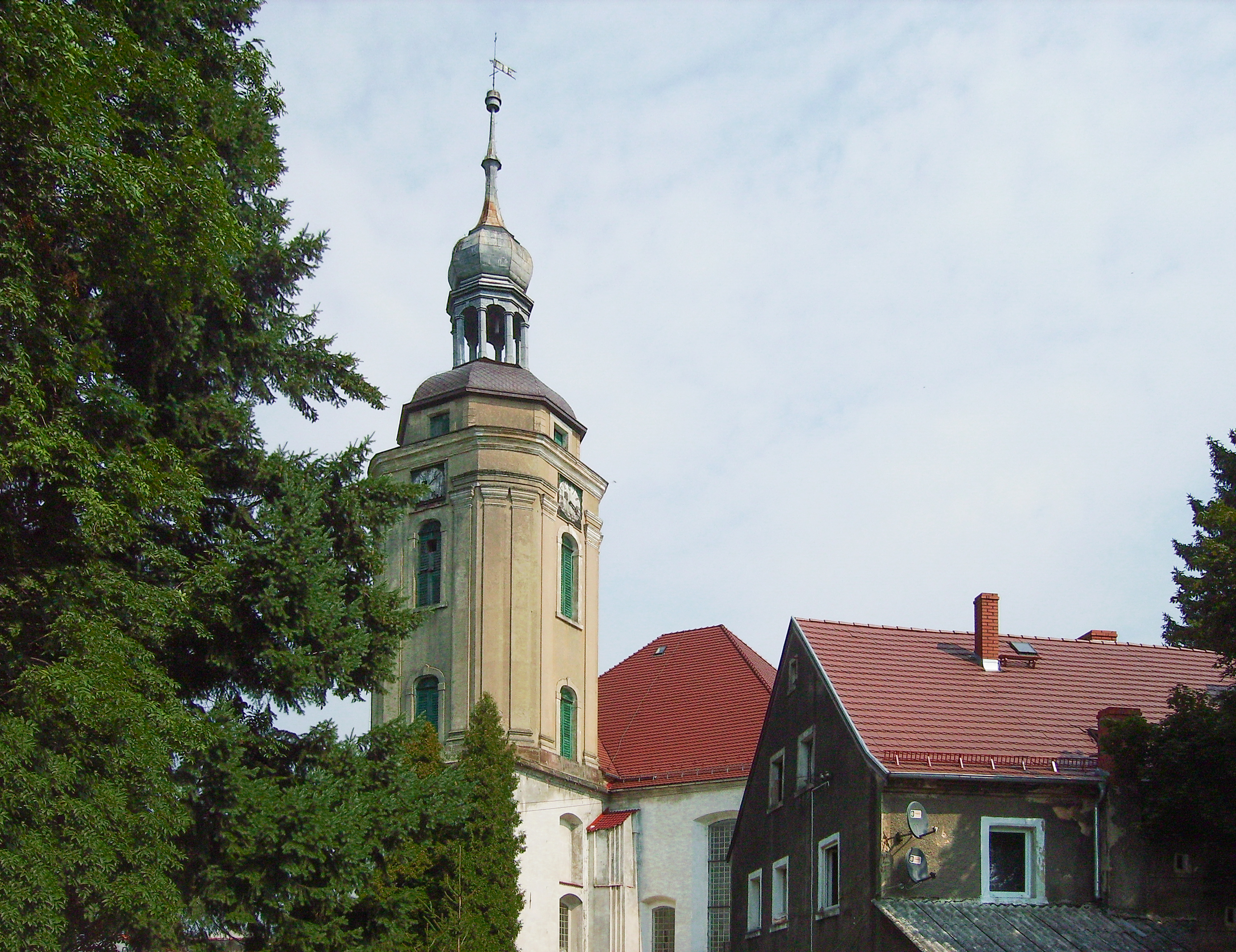
Костел Chrystusa Króla

Перша згадка — 1144.

## Демографія
Демографічна структура станом на 31 березня 2011 року:
|          | Загалом | Допрацездатний вік | Працездатний вік | Постпрацездатний вік |
| -------- | ------- | ------------------ | ---------------- | -------------------- |
| Чоловіки | 2300    | 469                | 1627             | 204                  |
| Жінки    | 2386    | 396                | 1368             | 622                  |
| Разом    | 4686    | 865                | 2995             | 826                  |